# Kurchátov (Rusia)
Kurchátov (del ruso: Курча́тов) es una ciudad rusa perteneciente a la óblast de Kursk. Dentro de la óblast, está constituida administrativamente como un ókrug urbano y es al mismo tiempo la sede administrativa del raión homónimo, del cual no forma parte pese a enclavarse geográficamente en el mismo. Fue fundada y planificada por la Unión Soviética para albergar la central nuclear de Kursk.
La ciudad tenía una población de 39 167 habitantes en 2024. El ókrug urbano no incluye pedanías, y se divide administrativamente en nueve barrios planificados, que llevan el nombre de "mikroraión" precedido de un número. Su territorio incluye además las instalaciones de la central nuclear y un embalse sobre el río Seim. Se encuentra a 37 km (46 km por carretera) al oeste de Kursk, la capital de la óblast.

## Historia
La ciudad de Kurchátov fue fundada en 1968 a raíz de la construcción de la central nuclear de Kursk. Tiene estatus de asentamiento de tipo urbano desde 1971 y de ciudad desde 1983. Fue bautizada en honor del físico soviético Ígor Kurchátov (1903-1960).

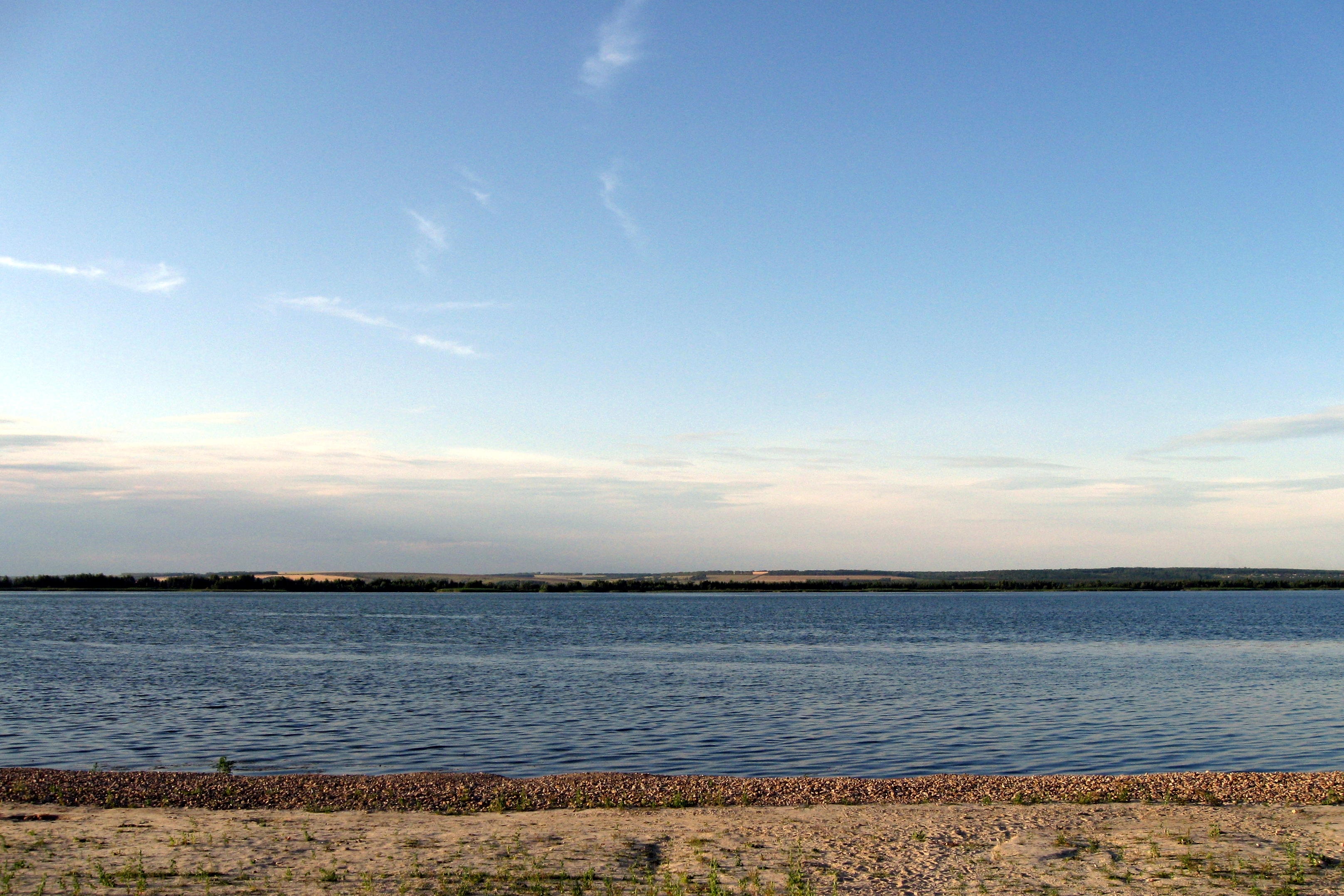
A orillas del embalse de Kursk.
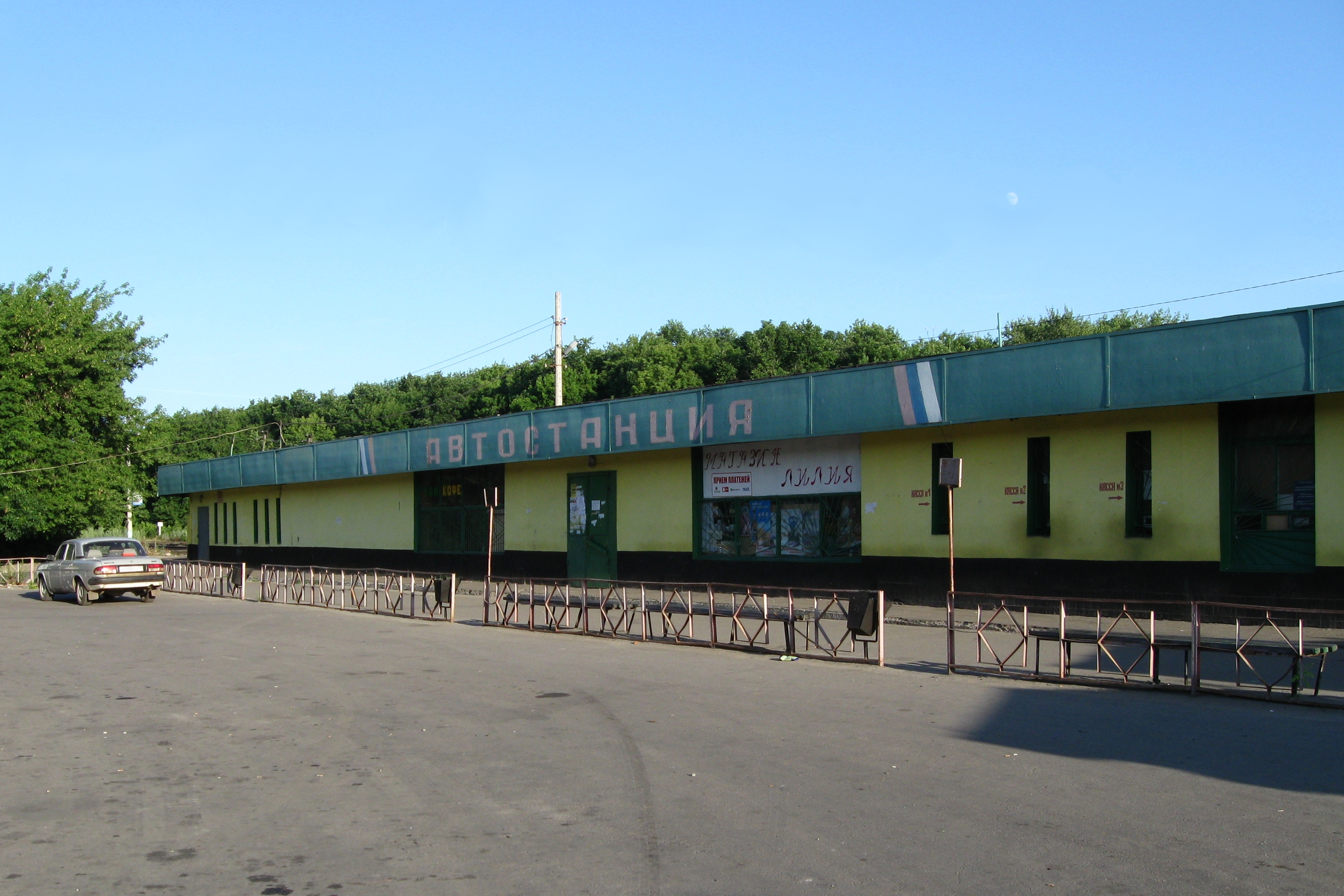
Antigua estación de autobuses y ferrocarril.

## Demografía
| 1979   | 1989   | 2002   | 2008   | 2010   |
| ------ | ------ | ------ | ------ | ------ |
| 21 800 | 41 085 | 45 556 | 46 938 | 47 060 |

## Economía y transporte
La actividad económica de Kurchátov se basa en la central nuclear de Kursk (Курская АЭС), que entró en funcionamiento en 1977. Por otro lado, se hallan en Kurchátov la fábrica Atommash para equipamiento de la central nuclear y empresas dedicadas a los materiales de construcción.
La localidad se encuentra en el ferrocarril Moscú-Kursk-Lgov-Kiev (Ucrania).